# Pennsylvania Railroad

Logotyp.

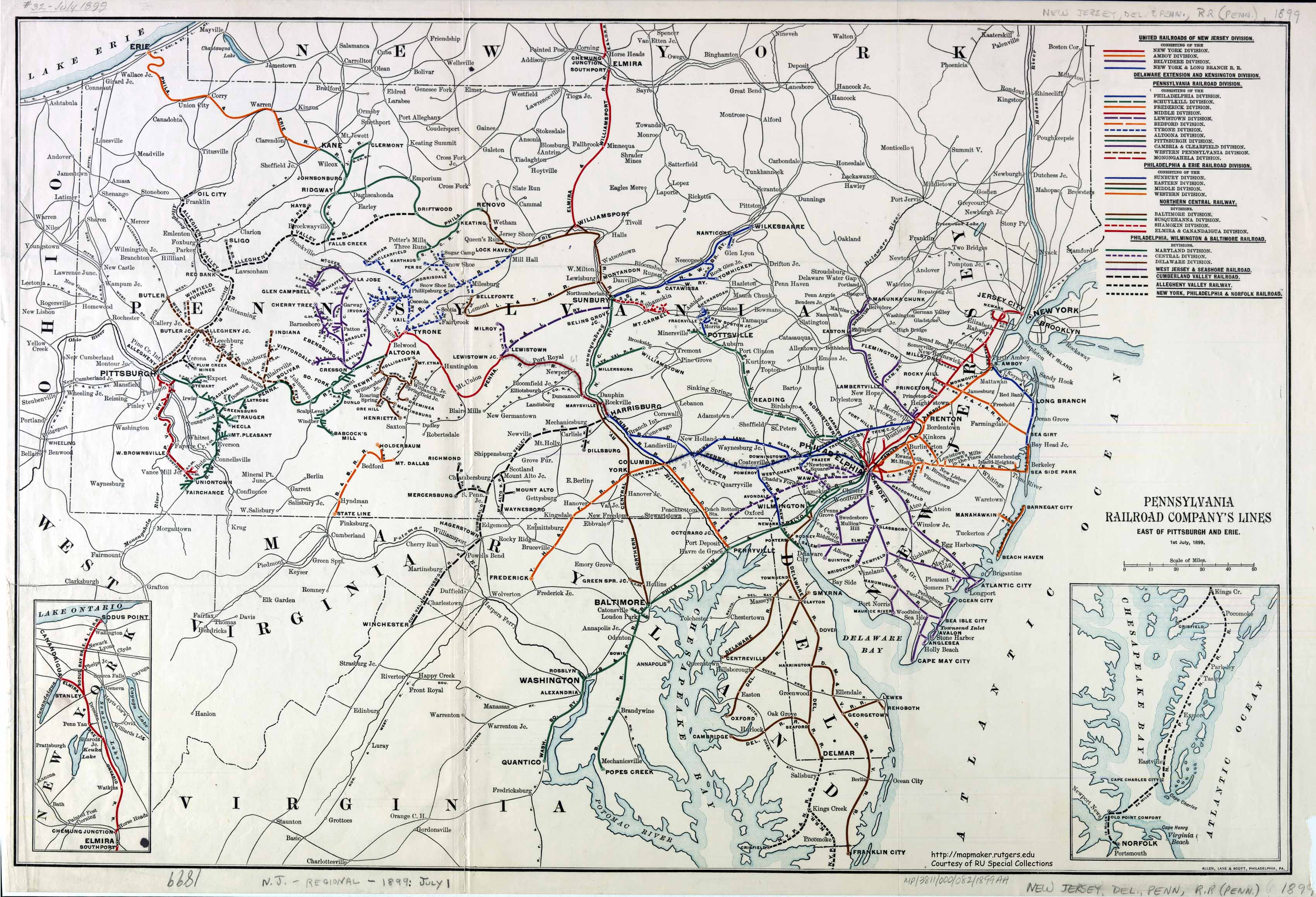
Karta över Pennsylvania Railroads linjenät från 1899.

Pennsylvania Railroad (förkortning: PRR), i folkmun "Pennsy", var en amerikansk klass 1-järnväg. Den grundades 1846 och upphörde i och med en bolagssammanslagning 1968. 
Huvudkontoret låg i Philadelphia, Pennsylvania. PRR var det största järnvägsbolaget i USA under de första två tredjedelarna av 1900-talet. Bansystemet bestod till stor del av uppköpta mindre järnvägsbolag. Som sin symbol använde bolaget de inslingrade bokstäverna PRR på en röd slutsten ("keystone" på engelska). Detta anspelar på staten Pennsylvanias smeknamn "Keystone state". 

## Bakgrund
Huvudlinjen var delvis byggd med fyra spår i bredd och löpte från Philadelphia västerut genom Pennsylvania över bergskedjan Appalacherna. Kravet att hålla lutningarna nere resulterade bland annat i den spektakulära Horseshoe Curve, där den fyrspåriga huvudlinjen byggdes i en 180-graderskurva. Detta var och är en populär plats för järnvägsintresserade fotografer. Huvudlinjens västliga ändpunker var Chicago, Illinois och Saint Louis, Missouri. Från Philadelphia fanns också en linje norrut till New York och den storslagna Pennsylvania Station på Manhattan. Tunneln under Hudsonfloden från New Jersey till Manhattan byggdes för drift med ellok för att undvika sikt- och miljöproblemen som ånglokens rök gav. Detta blev början till ett stort - och för USA nästan unikt - elektrifieringsprojekt omfattande huvudlinjerna mellan New York i norr, Washington DC i söder och Harrisburg i väster.
Godstrafiken var omfattande och baserades till stor del på stålindustrin och kolgruvorna i Pennsylvania.
Persontrafiken bestod av allt från lokaltåg kring New York och Philadelphia till långdistanståg med varierande grad av komfort. Mellan New York och Chicago kördes lyxtåget The Broadway Limited. Namnet anspelar inte på den kända gatan på Manhattan, utan på den breda fyrspåriga linjen som i marknadsföringen omtalades som "the broad way to commerse". Flera andra bolag hade linjer från New York till Chicago, och konkurrensen var hård både avseende hastighet, design och lyx.

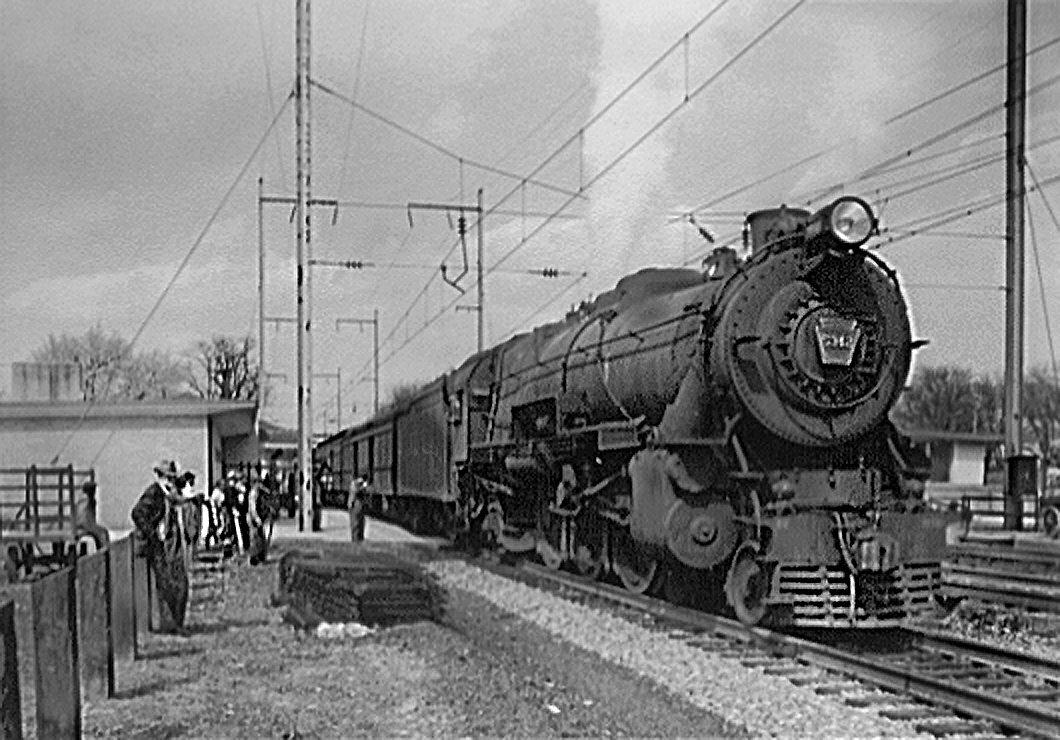
Expresstågslok av typen K4 vid ett uppehåll i Aberdeen, Maryland 1944.

Expresstågen drogs under ångloksepoken ofta av lok av typen K4 (axelföljd 4-6-2, så kallade pacific-lok). Dessa lok hade mycket goda prestanda och kan sägas vara typiska för PRR:s filosofi under 1900-talets första hälft: En fordonstyp baserad på beprövad teknik utprovades noggrant, förfinades och massproducerades sedan. Ånglokstyperna var relativt få, men antalet lok stort, detta för att underlätta underhållet. Många lok tillverkades av Baldwin Locomotive Works och av järnvägens egen lokverkstad i Altoona. Ett typiskt kännetecken på PRR:s ånglok var att de ofta hade en fyrbox av Belpaire-typ. Den känns igen på sin höga fyrkantiga form som bryter av ångpannans rundning framför hytten. 
Övergången till dieseldrift gjordes jämförelsevis sent. Eftersom kolindustrin var central för banans godstransporter ville man inte gärna överge detta drivmedel. När diesellokens överlägsenhet till slut var uppenbar i slutet av 1940-talet var de stora diesellokstillverkarna redan överhopade av beställningar från andra järnvägsbolag som ville ersätta den nedgångna materiel som slitits hårt under världskrigets trafiktopp. PRR fick beställa från flera olika tillverkare och hade till slut en flotta bestående av diesellok från samtliga större tillverkare och av många olika modeller. Standardtanken från ångloksepoken frångicks fullständigt.
Vikande lönsamhet framtvingade 1968 en fusion mellan PRR och bland andra konkurrenten New York Central Railroad; det nya företaget fick namnet Penn Central Transportation Company.

## Historik
- 1846 The Pennsylvania Railroad får uppdraget att bygga en järnvägslinje från Harrisburg till Pittsburgh.
- 1860–1890 PRR får alltfler uppdrag och expanderar runt om i USA.
- 1894 The Pennsylvania Pacific Corporation grunds av PRR.
- 1910 Pennsylvania Station i New York öppnar en elektrifierad terminal och tunnel.
- 1916 PRR antar den nya devisen "Standard Railroad of the World".

## Verkställande direktörer
- Samuel V. Merrick (1847–1849)
- William C. Patterson (1849–1852)
- J. Edgar Thomson (1852–1874)
- Thomas A. Scott (1874–1880)
- George Brooke Roberts (1880–1896)
- Frank Thomson (1897–1899)
- Alexander J. Cassatt (1899–1906)
- James McCrea (1907–1912)
- Samuel Rea (1913–1925)
- William W. Atterbury (1925–1935)
- Martin W. Clement (1935–1948)
- Walter S. Franklin (1948–1954)
- James M. Symes (1954–1960)
- Allen J. Greenough (1960–1968)